# Pterophorinae
Die Pterophorinae sind eine Unterfamilie der Federmotten (Pterophoridae) innerhalb der Schmetterlinge (Lepidoptera). 

## Merkmale
Das die Unterfamilie definierende Merkmal ist ein zweiteiliges Signum (ein dornenförmiger chitinisierter Fortsatz) in der Bursa copulatrix der Weibchen. Darüber hinaus sind die Vorderflügel der Pterophorinae immer nur einmal eingeschnitten.

## Lebensweise
Die Hauptnahrungspflanzen stellen Korbblütler (Asteraceae) dar. Neben diesen wird an Pflanzen aus etwa 20 weiteren, sehr unterschiedlichen Familien gefressen. Die Raupen der meisten Arten leben an krautigen Pflanzen, einige auch an holzigen Gewächsen. Die Arten der Gattung Buckleria ernähren sich von Sonnentaugewächsen (Droseraceae). Einige wenige Arten gelten in der Landwirtschaft als Schädlinge, wie etwa Platyptilia carduidactyla an Artischocken.

## Systematik
Die Pterophorinae sind mit bisher weltweit 852 bekannten Arten die größte Unterfamilie der Federmotten. In Europa kommen 140 Arten vor, davon 77 auch in Mitteleuropa. Die Arten der ehemaligen Unterfamilie Platyptilinae Tutt, 1907, die anhand der Flügeladerung der Hinterflügel definiert wurde, werden nun ebenso zu den Pterophorinae gezählt, da sich dieses Merkmal als paraphyletisch herausgestellt hat. 

### Pterophorinae
Die folgende Gattungsübersicht wurde von Gielis (1996) publiziert.
- Adaina Tutt, 1905
- Amblyptilia Hübner, [1825]
- Buckleria Tutt, 1905
- Buzkoiana Kocak, 1981
- Caliciphora Kasy, 1960
- Capperia Tutt, 1905
- Cnaemidophorus Wallengren, 1862
- Crombrugghia Tutt, 1907
- Emmelina Tutt, 1905
- Geina Tutt, 1907
- Gillmeria Tutt, 1905
- Gypsochares Meyrick, 1890
- Hellinsia Tutt, 1905
- Lantanophaga Zimmermann, 1958
- Marasmarcha Meyrick, 1886
- Megalorhipida Amsel, 1935
- Merrifieldia Tutt, 1905
- Oidaematophorus Wallengren, 1862
- Oxyptilus Zeller, 1841
- Paracapperia Bigot & Picard, 1986
- Paraplatyptilia Bigot & Picard, 1986
- Platyptilia Hübner, [1825]
- Porrittia Tutt, 1905
- Procapperia Adamczewski, 1951
- Pselnophorus Wallengren, 1881
- Pterophorus Schäffer, 1766
- Puerophorus Arenberger, 1989
- Stangeia Tutt, 1905
- Stenoptilia Hübner, [1825]
- Stenoptilodes Zimmermann, 1958
- Wheeleria Tutt, 1905